# Little Horsted
Little Horsted – wieś w Anglii, w hrabstwie East Sussex, w dystrykcie Wealden. Leży 64 km na południe od Londynu. W 2007 miejscowość liczyła 168 mieszkańców.